# Namakkal
Namakkal est une ville indienne située dans le district de Namakkal dans l’État du Tamil Nadu. En 2011, sa population était de 55 145 habitants. Elle est située en retrait du plateau de Coimbatore (connu aussi comme la région du Kongumandalam) et de la vallée du fleuve Cauvery, aux pieds du massif de Kolli (ou Kolli Hills (en)) de la chaîne des Ghats orientaux.

## Source de la traduction
- (en) Cet article est partiellement ou en totalité issu de l’article de Wikipédia en anglais intitulé « Namakkal » (voir la liste des auteurs).